# Lope de Ribas
Lope de Ribas (m. 1479), también llamado Lope de Rivas, fue un eclesiástico español, obispo de Cartagena, y presidente del consejo de Castilla.

## Biografía
Capellán mayor del rey Juan II, y consejero real de Castilla con Enrique IV. Hacia 1463 fue nombrado obispo de Cartagena. En 1476 pasó a presidir la Hermandad General y el consejo de Castilla. Falleció a finales de 1479.